# Красне Друге (Дворічанський район)
Красне Друге — колишнє село в Дворічанському районі Харківської області, підпорядковувалося Кам'янській сільській раді.
Дата зникнення невідома — після 1970-х.
Красне Друге знаходилося на правому березі річки Оскіл, на протилежному березі — колишнє селище Гряниківка, за 2 км північніше — Красне Перше.